# آتابای (فیلم)
آتابای فیلمی ایرانی در ژانر درام عاشقانه به کارگردانی و تهیه‌کنندگی نیکی کریمی و نویسندگی هادی حجازی‌فر محصول سال ۱۳۹۸ است که بر اساس داستان کوتاهی از کتاب فصل نان اثر علی‌اشرف درویشیان ساخته شده است.از بازیگران این فیلم می‌توان از هادی حجازی‌فر، سحر دولتشاهی و جواد عزتی نام برد.
آتابای در ۱۲ بهمن ۱۳۹۸ در سی و هشتمین دورهٔ جشنوارهٔ فیلم فجر به نمایش درآمد و نامزد دریافت سیمرغ بلورین در پنج بخش شد. این فیلم در ۳ آذر ۱۴۰۰ در سینماهای ایران به صورت عمومی به نمایش درآمد. آتابای فیلم برگزیده منتقدان و نویسندگان نشریهٔ فیلم در شماره اسفند ۱۳۹۸ شده‌است. این فیلم در جشنواره فیلم آسیا پاسیفیک ۲۰۲۱ حضور داشته‌است.

## خلاصهٔ داستان
داستان فیلم دربارهٔ مردی میانسال به نام کاظم است که در روستای پیرکندی شهرستان خوی زندگی می‌کند. او که دانشجوی معماری دانشکدهٔ هنرهای زیبای دانشگاه تهران بوده، پس از یک شکست عاطفی از دانشگاه انصراف داده و به زادگاه خودش بازگشته است. خواهرش در جوانی خودسوزی کرده و پس از آن مسئولیت سرپرستی و تربیت پسر خواهرش با اوست. حالا آیدین به سن نوجوانی رسیده و او خود را در تربیت او ناتوان می‌بیند و با این حال به شدت به او علاقه‌مند است. از سوی دیگر رابطهٔ او با دوست قدیمی‌اش به نام یحییٰ دچار چالش شده‌است. در این میان، حضور دو خواهر که آتابای کار ساخت ویلا برای پدر آن‌ها را بر عهده دارد، شرایط تازه‌ای را رقم می‌زند و او به سیما دختر بزرگ خانواده علاقه‌مند می‌شود اما در بیان این علاقه به او دچار تردید است… 

## بازیگران
- هادی حجازی‌فر
- جواد عزتی
- سحر دولتشاهی
- دانیال نوروش
- یوسفعلی دریادل
- مه‌لقا می‌نوش
- معصومه ربانی‌نیا
- آتش تقی پور

## حواشی فیلم
ترکی بودن زبان آتابای لحظات پرتنشی را در کنفرانس مطبوعاتی این فیلم رقم زد. خبرنگاری به‌نام امیر فرض‌اللهی با گفتن این‌که زبان رسمی کشور فارسی است و چرا فیلمی به تُرکی ساخته‌اید که ایرانیان باید با زیر نویس آن را تماشا کنند؟ اعتراض خود را نسبت به این فیلم نشان داد. کارگردان این فیلم، نیکی کریمی گفت: «چه کسی گفته که باید تمام فیلم‌های ساخته شده در ایران به زبان فارسی باشند؟ ۹۰ درصد فیلم‌هایی که تا به حال ساخته شده‌اند، به زبان فارسی اند.» نویسندهٔ فیلم، هادی حجازی‌فر، در واکنشی تفکرات خبرنگار را فاشیستی دانست. فرض اللهی بعدا در مصاحبه ای بیان کرد که از اظهاراتش برداشت درستی صورت نگرفته و هرگز به هیچ قوم و نژاد کهن بوم ایران توهین نکرده و اهلش نیست. او گفت که از نظرش هر کسی این اختیار را دارد که با لهجه و زبانش فیلم بسازد اما از منظر سینمایی هر چه آن زبان دایره جغرافیایی‌اش محدودتر باشد ناخودآگاه مخاطبان فیلم هم محدودتر می شود و صحبت‌های او ناظر به این بخش بوده است.

## جوایز و نامزدی‌ها
| سال  | جشنواره                                         | قسمت                          | نامزد                            | جایزه              | نتیجه    | منابع         |
| ---- | ----------------------------------------------- | ----------------------------- | -------------------------------- | ------------------ | -------- | ------------- |
| ۱۳۹۸ | سی و هشتمین دوره جشنواره فیلم فجر               | بهترین فیلم                   | نیکی کریمی                       | سیمرغ بلورین       | نامزدشده | [ ۱۴ ] [ ۱۵ ] |
| ۱۳۹۸ | سی و هشتمین دوره جشنواره فیلم فجر               | بهترین کارگردانی              | نیکی کریمی                       | سیمرغ بلورین       | نامزدشده | [ ۱۴ ] [ ۱۵ ] |
| ۱۳۹۸ | سی و هشتمین دوره جشنواره فیلم فجر               | بهترین نقش مکمل مرد           | جواد عزتی                        | سیمرغ بلورین       | نامزدشده | [ ۱۴ ] [ ۱۵ ] |
| ۱۳۹۸ | سی و هشتمین دوره جشنواره فیلم فجر               | بهترین فیلمبرداری             | سامان لطفیان                     | سیمرغ بلورین       | نامزدشده | [ ۱۴ ] [ ۱۵ ] |
| ۱۳۹۸ | سی و هشتمین دوره جشنواره فیلم فجر               | بهترین موسیقی متن             | حسین علیزاده                     | سیمرغ بلورین       | نامزدشده | [ ۱۴ ] [ ۱۵ ] |
| ۱۴۰۰ | چهلمین دوره جشنواره فیلم فجر                    | بهترین عکس                    | امید صالحی                       | مسابقه تبلیغات     | نامزدشده | [ ۱۶ ]        |
| ۱۴۰۰ | جشنواره فیلم کمبریج انگلستان                    | بهترین فیلم از نگاه تماشاگران | نیکی کریمی                       | گلدن پانت          | نامزدشده | [ ۱۷ ]        |
| ۱۴۰۰ | جشنواره فیلم داکا هندوستان                      | بهترین فیلم                   | نیکی کریمی                       | جایزه فیلمسازان زن | نامزدشده | [ ۱۷ ]        |
| ۱۴۰۰ | جشنواره فیلم صوفیه بلغارستان                    | بهترین فیلم                   | نیکی کریمی                       | جایزه هیئت داوران  | نامزدشده | [ ۱۷ ]        |
| ۱۴۰۱ | چهاردهمین جشن منتقدان و نویسندگان سینمایی ایران | بهترین فیلم                   | نیکی کریمی                       | جایزه اصلی         | برنده    | [ ۱۸ ] [ ۱۹ ] |
| ۱۴۰۱ | چهاردهمین جشن منتقدان و نویسندگان سینمایی ایران | بهترین کارگردانی              | نیکی کریمی                       | جایزه اصلی         | برنده    | [ ۱۸ ] [ ۱۹ ] |
| ۱۴۰۱ | چهاردهمین جشن منتقدان و نویسندگان سینمایی ایران | بهترین فیلمنامه               | هادی حجازی‌فر                     | جایزه اصلی         | برنده    | [ ۱۸ ] [ ۱۹ ] |
| ۱۴۰۱ | چهاردهمین جشن منتقدان و نویسندگان سینمایی ایران | بهترین بازیگر نقش اول مرد     | هادی حجازی‌فر                     | جایزه اصلی         | نامزدشده | [ ۱۸ ] [ ۱۹ ] |
| ۱۴۰۱ | چهاردهمین جشن منتقدان و نویسندگان سینمایی ایران | بهترین بازیگر نقش مکمل مرد    | جواد عزتی                        | جایزه اصلی         | برنده    | [ ۱۸ ] [ ۱۹ ] |
| ۱۴۰۱ | چهاردهمین جشن منتقدان و نویسندگان سینمایی ایران | بهترین موسیقی متن             | حسین علیزاده                     | جایزه اصلی         | برنده    | [ ۱۸ ] [ ۱۹ ] |
| ۱۴۰۱ | چهاردهمین جشن منتقدان و نویسندگان سینمایی ایران | بهترین فیلمبرداری             | سامان لطفیان                     | جایزه اصلی         | نامزدشده | [ ۱۸ ] [ ۱۹ ] |
| ۱۴۰۱ | چهاردهمین جشن منتقدان و نویسندگان سینمایی ایران | بهترین صدا                    | علیرضا علویان و کامران کیان ارثی | جایزه اصلی         | نامزدشده | [ ۱۸ ] [ ۱۹ ] |